# Halové mistrovství České republiky v atletice 2016
Halové mistrovství ČR v atletice 2016 se uskutečnilo ve dnech 27.–28. února 2016 v Ostravě.

## Medailisté

### Muži
| Soutěž                         | Zlato                             | Stříbro               | Bronz                 |
| 60 m                           | Jan Veleba 6.70                   | Zdeněk Stromšík 6.73  | Marcel Kadlec 6.82    |
| 200 m                          | Pavel Maslák 20.78                | Jiří Polák 21.40      | Michal Tlustý 21.79   |
| 400 m                          | Michal Desenský 46.94             | Jan Tesař 47.33       | Vít Müller 47.52      |
| 800 m                          | Filip Šnejdr 1:53.24              | Daniel Musil 1:53.79  | Tomáš Vystrk 1:53.83  |
| 1500 m                         | Filip Sasínek 3:41.45             | Petr Vitner 3:48.99   | Josef Šimsa 3:54.26   |
| 3000 m                         | Adam Zenkl 8:29.05                | Pavel Dymák 8:31.16   | Michal Šmahel 8:33.77 |
| 60 m př.                       | Martin Mazáč 7.82                 | Petr Peňáz 7.83       | Václav Sedlák 7.87    |
| Skok do výšky                  | Jaroslav Bába 2.26                | Matyáš Dalecký 2.13   | Martin Heindl 2.13    |
| Skok o tyči                    | Jan Kudlička 5.77                 | Michal Balner 5.50    | Lukáš Posekaný 5.00   |
| Skok daleký                    | Radek Juška 8.01                  | Jiří Vondráček 7.50   | Jiří Sýkora 7.31      |
| Trojskok                       | Jiří Zeman 15.42                  | Jiří Vondráček 15.39  | Adam Pašiak 15.34     |
| Vrh koulí                      | Tomáš Staněk 20.90                | Martin Novák 19.36    | Tomáš Kozák 16.38     |
| Sedmiboj Praha 12. – 14.2.2016 | Adam Sebastian Helcelet 5965 bodů | Marek Lukáš 5695 bodů | David Hájek 5033 bodů |

### Ženy
| Soutěž                        | Zlato                      | Stříbro                        | Bronz                          |
| 60 m                          | Barbora Procházková 7.43   | Nikola Bendová 7.50            | Marcela Pírková 7.55           |
| 200 m                         | Jana Slaninová 24.23       | Barbora Procházková 24.27      | Barbora Dvořáková 24.30        |
| 400 m                         | Zuzana Hejnová 52.34       | Zdeňka Seidlová 54.47          | Helena Jiranová 55.11          |
| 800 m                         | Alena Ulrichová 2:09.87    | Kristiina Sasínek Mäki 2:11.50 | Eliška Kutrová 2:12.05         |
| 1500 m                        | Michaela Drábková 4:27.86  | Simona Vrzalová 4:28.54        | Lucie Maršánová 4:28.91        |
| 3000 m                        | Tereza Čapková 9:26.35     | Moira Stewartová 9:33.49       | Lucie Maršánová 9:33.98        |
| 60 m př.                      | Kateřina Cachová 8.14      | Lucie Koudelová 8.23           | Karolina Hlavatá 8.27          |
| Skok do výšky                 | Michaela Hrubá 1.93        | Nikola Strachová 1.80          | Eliška Klučinová 1.80          |
| Skok o tyči                   | Romana Maláčová 4.50       | Jiřina Ptáčníková 4.40         | Rebeka Šilhanová 4.15          |
| Skok daleký                   | Kateřina Cachová 6.28      | Tereza Vokálová 6.08           | Anna Švecová 5.90              |
| Trojskok                      | Dominika Horniaková 12.84  | Lenka Brázdilová 12.34         | Žofie Janoušková 12.24         |
| Vrh koulí                     | Markéta Červenková 16.31   | Petra Klementová 15.63         | Gabriela Pallová 15.02         |
| Pětiboj Praha 12. – 14.2.2016 | Kateřina Cachová 5965 bodů | Michaela Broumová 5695 bodů    | Michaela Svojanovská 5033 bodů |